# Tectaria sagenioides
Tectaria sagenioides là một loài dương xỉ trong họ Tectariaceae. Loài này được Mett. Christenh. mô tả khoa học đầu tiên năm 2010.